# Бояджієва Людмила Владиславівна
Людми́ла Владисла́вівна Бояджі́єва (*18 лютого 1946, Харків) — російська письменниця, театрознавець. Кандидат мистецтвознавства (1975).

## Біографічні відомості
1969 року закінчила театрознавчий факультет Державного інституту театрального мистецтва імені Анатолія Луначарського. 1975 року захистила кандидатську дисертацію з історії німецького театру. 1987 року видала монографію про Макса Рейнгардта в серії «Життя в мистецтві».
У 1970—1980-х роках викладала історію зарубіжного театру та режисури в Державному інституті театрального мистецтва та в Школі-студії Московського художнього академічного театру.
Від 1970 року працювала консультантом в Радянському центрі Міжнародного інституту театру при ЮНЕСКО. Від 1976 року — старший науковий співробітник Державного інституту історії мистецтв.
Від 1994 року пише гостросюжетні романи.

## Праці
- Рейнхардт. — Ленинград: Искусство, 1987. — 220 с. — (Жизнь в искусстве).
- Дитрих и Ремарк. — Москва: Вагриус, 2007. — 288 с.
- Булгаков и Лаппа. — Москва: Вагриус, 2008. — 352 с.

## Творчість під псевдонімами
Під псевдонімом Ольга Арсеньєва видала книги:
- Бегущая в зеркалах. — Москва: «ЭКСМО», 1995.
- Поцелуй небес. — Москва: «ЭКСМО», 1995.
- Большой вальс. — Москва: «ЭКСМО», 1995.
- Самая желанная. — Москва: «ЭКСМО», 1996;
- Семь цветов страсти. — Москва: «ЭКСМО», 1997;

Під іменем Міли Бояджієвої опублікувала книги: 
- Час расплаты. — Москва: «Вагриус», 1999.
- Соперницы. — Москва: «ЭКСМО-Пресс», 2001.
- Золотая рыбка. — Москва: «ЭКСМО-Пресс», 2001.
- Идея фикс. Москва: «ЭКСМО-Пресс», 2001.
- Возвращения Маргариты. — Москва: «Захаров», 2001.

Під псевдонімом Людмила Князєва надрукувала книги:
- Розовая мечта. — Москва: «Вагриус», 1997, 1999.
- Лики любви. — Москва: «Вагриус», 1997, 2000.
- Уроки любви: Роман. — Москва: «Вагриус», 1998.
- Сердце ангела: Роман. — Москва: «Вагриус», 1998.
- Жизнь в розовом свете. — Москва: «Вагриус», 1998.
- Маски любви: Роман. — Москва: «ACT», «Вагриус», 2000.